# Miguel García Vivancos
Miguel García Vivancos, (Mazarrón, 19 de Abril de 1895 — Córdoba, 23 de Janeiro de 1972) foi um anarquista membro do coletivo Los Solidarios, combatente republicano na Guerra Civil Espanhola e pintor de renome.

## Biografia
Aprendiz no arsenal de Cartagena, mudou com sua mãe viúva e seus irmãos para Barcelona. Lá teve contato com organizações anarquistas. Mais tarde junto com Buenaventura Durruti, Francisco Ascaso, Joan García Oliver, Gregorio Jover, Ramona Berri, Eusebio Brau, Manuel Campos e Aurelio Fernández formou o coletivo Los Solidarios com o intento de combater ativamente os pistoleiros contratados pelos empresários espanhóis para reprimir as organizações e reivindicações operárias.
Durante a Guerra Civil Espanhola comandou a Coluna Aguiluchos que partindo de Barcelona foi lutar no fronte de Huesca. Dirigiu a Centésima Vigésima Sexta Brigada e a Vigésima Quinta Divisão em Belchite e Teruel.
Com a vitória franquista fugiu para a França onde foi enviado em 1940 para o Campo de Internamento de Vernet d'Ariège. Lá permaneceu até que, com a ocupação nazista foi libertado pela resistência incorporando-se a mesma.
Depois da guerra permaneceu na França onde trabalhou em muitos ofícios diferentes. Um dia começou a pintar cenas e paisagens de Paris em panos vendendo-os para os soldados norte-americanos.  E assim descobriu sua vocação para a pintura, logo aperfeiçoando sua técnica de pintura a óleo.
No ano de 1947 conheceu Pablo Picasso que o acolheu com carinho já que havia tido notícias de suas ações antes e durante a Guerra Civil Espanhola. Picasso se interessou por sua pintura e lhe buscou a negociadora de arte María Cuttoli para que esta trabalhasse em prol da sua visibilidade. No ano de 1948 realizou sua primeira exposição em Paris na galeria Mirador. Ganhando gradualmente notoriedade, em uma de suas exposições André Breton lhe dedicou algumas linhas, dizendo 
O duende de Vivancos manifesta-se em sua pintura, é o don que se faz por descobrir a arte por si mesma; é a desvirginal consagração da vida acaso vencida de antemão, mas junto da possibilidade de recomeçá-la a cada vez.

## Coleções
Suas obras foram adquiridas por famosos personagens como François Mitterrand, David Rothschild, Helena Rubinstein, Greta Garbo, entre outros.

## Exposições
- Galeria Mirador. Paris, 1948.
- Galeria Mirador. Paris, 1956.
- Galeria Weil. Paris, 1957.
- Galeria Norval. Paris, 1958.
- Galeria Charpentier. Paris, 1964.
- Galeria Ramón Durán. Madrid, 1971, (passando despercebida tanto pela crítica como pelos colecionadores de arte).
- Galeria Arteta. Bilbao, 1972, (com grande sucesso. Inclusive por colecionadores de Madrid de pintura naif e que não estavam informado da exposição que havia sido realizada nesta cidade um ano antes e que foram até Bilbao para adquirir sua obra).
- Galeria Arteta. Bilbao, 1974.

### Exposições coletivas
- "Les Peintres Naives". Paris, 1960.
- "Laienmaler". Basiléia, 1961.
- "Pittori Naifs". Roma, 1964.
- "Die Lusthof der Naieven". Rotterdam-Paris, 1964.
- "Le Panorama Internationale de la Peinture Naive". Rabat, 1964.
- "Von Rousseau bis heute". Zagreb-Belgrado-Rijeka-Ljuhijana", 1970.